# Marion Rodewald
Pour les articles homonymes, voir Marion et Rodewald.
Marion Rodewald, née le 24 décembre 1976 à Mülheim an der Ruhr, est une joueuse allemande de hockey sur gazon.
Elle fait partie de l'équipe d'Allemagne de hockey sur gazon féminin sacrée championne olympique aux Jeux d'été de 2004 à Athènes. 